# Ґослав (Ґрифицький повіт)
Ґослав (пол. Gosław, нім. Gützlaffshagen) — село в Польщі, у гміні Тшеб'ятув Ґрифицького повіту Західнопоморського воєводства.
Населення — 299 осіб (2011).
У 1975-1998 роках село належало до Щецинського воєводства.

## Демографія
Демографічна структура станом на 31 березня 2011 року:
|          | Загалом | Допрацездатний вік | Працездатний вік | Постпрацездатний вік |
| -------- | ------- | ------------------ | ---------------- | -------------------- |
| Чоловіки | 156     | 31                 | 109              | 16                   |
| Жінки    | 143     | 36                 | 73               | 34                   |
| Разом    | 299     | 67                 | 182              | 50                   |